# Mukim di Bukit Sawat
Il Bukit Sawat è un mukim del Brunei situato nel Distretto di Belait con 620 abitanti al censimento del 2011.

## Località
Il mukim è suddiviso in 19 villaggi (kapong in malese):
Sungai Man, Bisut, Sungai Ubar, Bukit Sawat, Bukit Kandol, Bukit Serawong, Ubok-Ubok, Labi Lakang, Kagu, Singap, Merangking Ulu, Merangking Hilir, Laong Arut, Tarap, Bang Pukul, Bang Tajuk, Pulu Apil, Pengkalan Siong, Pengkalan, Sungai Mau.